# Fàbrica Cabot i Barba
La Fàbrica Cabot i Barba és un edifici industrial de Mataró catalogat com a Bé Cultural d'Interès Local. Actualment hi ha el Centre Cívic Cabot i Barba, inaugurat el 2011.

## Història
Va ser projectat el 1889 per l'enginyer Eduard Culla. Consistia inicialment en dues naus de planta baixa però l'any 1897 l'arquitecte Josep Puig i Cadafalch l'amplià i aixecà un pis. A la banda de mar de la fàbrica existia el xalet dels propietaris que fou adquirit per l'Ajuntament de Mataró l'any 1929 i enderrocat per ampliar la plaça de l'estació.
La fàbrica, dedicada als gèneres de punt, funcionà sota el nom social Cabot Alabau de 1887 a 1893, J. Cabot i Cia de 1893 a 1898, i J. Cabot i Barba fins a començaments del segle xx. Després rebé els noms de Comercial Trasatlàntica SA i Tèxtil Orbe. Des del 1977 és Bonfil SA, i fabrica fil de cosir.

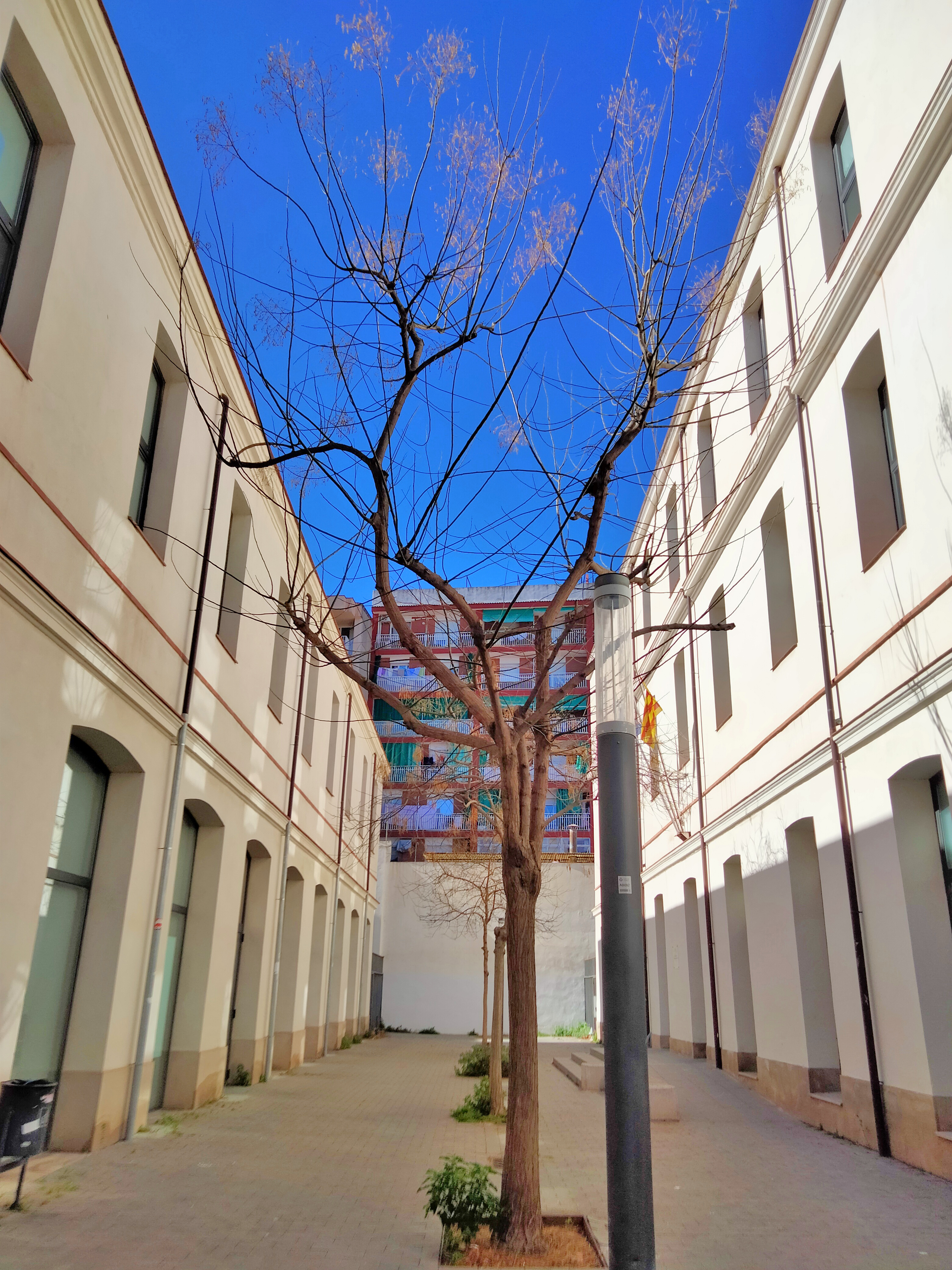
Passatge entre les dues naus

## Descripció
La fàbrica de pisos és emplaçada al final del carrer de Churruca. Es tracta de dos edificis de planta baixa i pis i de planta baixa i dos pisos separats entre si per un pati actualment cobert. Presenten una estructura de pilars de fosa i sostres de voltes de maó de pla atirantades. La coberta, a dues aigües, té el carener perpendicular al carrer. La façana està ben composta amb presència de cornises a nivell de cada pis, unint les finestres i com a remat de l'edifici. Les finestres de la planta baixa i d'un dels primers pisos estan emmarcades amb obra vista, la resta amb obra arrebossada igualment que els altres paraments de façana.